# Constantin Schumacher
Constantin Schumacher (n. 8 mai 1976, Fălticeni, Suceava, România) este un antrenor român de fotbal și fost jucător care antrenează echipa CS Mioveni din Liga II.

## Carieră
Constantin Schumacher și-a început cariera de fotbalist la CSȘ Fălticeni. În 1992 a semnat cu Foresta Fălticeni, dar a plecat după numai un sezon tot în Liga a II-a la FC Argeș Pitești. La sfarșitul sezonului, echipa a promovat în Liga 1, unde Schumacher a jucat timp de cinci sezoane. În 2000 s-a alăturat echipei FC Rapid București, pentru care a jucat timp de 4 sezoane, înscriind 12 goluri în cele 77 apariții în tricoul alb-vișiniu. După perioada petrecută la Rapid București, s-a transferat la Chongqing Lifan din China, unde a jucat timp de doi ani, după care a revenit în România la FC Universitatea Craiova. La sfârșitul sezonului, echipa lui a retrogradat în liga secundă, astfel că Schumacher pleacă în Ucraina la Volîn Luțk, unde a înscris un gol în 17 meciuri. După, s-a întors în România la FC Argeș Pitești, după doar un sezon la echipa ucraineană. La sfarșitul sezonului 2006-2007, Argeșul a fost retrogradată pentru trucarea unor meciuri, iar Schumacher a semnat cu Ceahlăul Piatra Neamț.
Schumacher a jucat și pentru echipa națională. Pe 20 noiembrie 2002, a jucat într-un meci amical împotriva Croației pe Stadionul Dan Păltinișanu, însă după acel meci nu a mai fost chemat la națională.

## Legături externe
- Constantin Schumacher pe site-ul National-Football-Teams.com
- Constantin Schumacher pe RomanianSoccer.ro